# Фармакогнозія
Фармакогнозія (грец. pharmakon — ліки, отрута та грец. gnosis — знання, вивчення) — одна з фармацевтичних наук, що вивчає лікарські рослини, лікарську сировину рослинного та тваринного походження, а також продукти їх переробки. За свої заслуги в дослідженні лікарських рослин Ніколас Монардес отримав прізвисько «батько Фармакології».
Сучасна фармакогнозія — це високоспеціалізована прикладна наука, що розглядає біологічні, біохімічні й лікарські властивості рослин, природної сировини та продуктів з неї.
Предметом вивчення фармакогнозії є лікарські рослини, рідше — об'єкти тваринного походження як джерела лікарської сировини.

## Історія розвитку фармакогнозії в Україні
Корені траволікування слід шукати ще в передісторії української держави. Ці традиції беруть початок у культурі скіфів, що мешкали у Північному Причорномор'ї від Дунаю до Дону (VII ст. до н. е. — І ст. н. е.). Цей таємничий народ залишив багато загадок, однією з яких є пектораль з Товстої могили. На одному з її фрагментів сцена прийому у зубного лікаря, що свідчить про високий рівень медицини у ті часи. На це вказують й інші археологічні знахідки.
У слов'янських народів століттями складалися традиції заготівлі та сушіння лікарської сировини, приготування з них ліків. За часи язичництва людей лікували «волхвы, ведуны, знахари, лечьцы» (народні лікарі), використовуючи для цього рослини, мінерали, продукти тваринного походження, зокрема ялину, берест, липу, вербу, явір, березу, шипшину, глід, звіробій, хрін, глину, золу, мед і т. ін. Вони знали різні отрути, оп'яняючі (наркозні), блювотні (наприклад, плющ) рослини. Снодійними засобами були мак і коноплі. Під час війни екстрактом чемериці змазували вістря стріл.
У X ст. слов'янські народи одержали писемність, Київська Русь прийняла християнство. Це розширило політичні зв'язки держави. На запрошення Володимира Мономаха у Київ приїхав грецький лікар Іоанн Смер (1053—1125). Тоді ж з'являються перші письмові згадки про зцілення рослинами — «зелієм» Це слово означало траву, настій на травах, отруту, звідси походить «зелейники» — особи, що займалися лікуванням; «зелейниками» називали також рукописні збірники, травники та лікувальники. «Ізборник Великого князя Святослава Ярославовича» (1073), наводить опис ряду лікарських рослин, які використовувалися у той час. «Шестиднів» Іоанна Болгарського (1263) містігть короткі відомості про застосування аконіту, болиголова, блекоти, одержання опію з маку.
З літописів відоме ім'я Антипа (982—1073) — уродженця старовинного Любеча, що на Чернігівщині. Він прийняв на Святій горі Афон ім'я Антоній і заснував разом з Феодосієм в XI ст. монастир — Києво-Печерську Лавру. Антоній — цей «пречудний лікар», як називала його монастирська хроніка, особисто доглядав хворих, давав їм «вкушати» цілюще зілля.
Та найбільш видатним серед ченців вважався Агапіт. За походженням киянин, він прийшов у монастир ще за часів Антонія. «Києво-Печерський патерик» розповідає, що і в подвижництві, і в лікарській справі Агапіт наслідував Антонія. Щире ставлення до хворих, безкорисливість здобули йому славу і повагу народу. «Слышно бысть о нем в граде, яко некто в монастыре лечець, многи болящий прихожаху и здрави бываху». І далі: «Он (Агапіт) стал исцелять всех болящих своєю молитвою, давая зелие от своего стола». Агапіт лікував постом, підбирав продукти харчування, користувався засобами, завезеними з інших країн, нарівні з рослинами місцевої флори. «Патерик» описує найбільш вдалі випадки лікування Агапітом простих людей, бояр, князів та їх родичів, навіть самого князя Володимира Мономаха.
Відомого лікаря чернігівського князя Миколи Давидовича — Петра Сиріянина. що вступив у 1106 р. до Печерського монастиря, літописець називає «лечец вельми хитр». Коли «блажений князь од трудів зробився хворим, готував йому зілля лікування ради».
При монастирях відкривали лікарні. Так, Никоновський літопис засвідчує, що митрополит Єфрем Переяславський поставив у Переяславі «будівлю банну» (1091), влаштував лікувальню, де всіх парафіян лікували безкоштовно.
Були й жінки-цілительки. Євпраксія Мстиславна (перша половина XII ст.), онука Володимира Мономаха, яка одержала при коронації ім'я Зоя (у перекладі — життя), прославилася своїм трактатом «Мазі». Дочка чернігівського князя Євфросинія була «зело сведуща в Асклепієвих писаннях» —так називали тоді медичні книги. В одному з стародруків згадується про селянську дівчину, дочку бортника, Февронію (XIII ст.), яка лікувала настояним на травах медом.
Щодо методів, якими користувалися «лічці». то вони були суто індивідуальними, бо зцілителі самі виготовляли ліки за секретами своїх попередників. Накопичений досвід народної медицини поширювався на країни Європи та Малої Азії. За прикладом давньоруських лічців Авіценна рекомендував при багатьох хворобах мед, квітки липи, березовий сік. називаючи ці засоби «руськими ліками».
У період феодальної роздробленості, а потім навали монголо-татар, які у грудні 1240 р. захопили і спалили Київ, для розвитку науки та культури настали важкі часи. Найменше постраждали від завойовників західні руські землі — Волинь і Галичина. Тож там була змога примножувати та розвивати лікувальні традиції Київської Русі.
Історія медичного забезпечення Галицького краю сягає у XIII ст., коли Констанція, дружина князя Лева, у 1270 р. виділила землю і кошти на спорудження при соборі Іоанна Хрестителя монастиря з притулком та аптекою для хворих. Започатковувалися притулки для хворих і при інших монастирях. Зокрема відомий «асклепійон» при монастирі Святого Юра у Львові. Існували подібні заклади й при інших духовних осередках. Манявський Скит, жіночий монастир при Почаївській Лаврі та інші допомагали людям молитвою, порадою, засобами народної медицини.
Створювалися медичні довідники для населення. У 1484 р. було видано зільник «Herbarivs maguntiae impressum» німецькою мовою. Він містив опис і малюнки багатьох рослин місцевої флори. Та іноземна мова перешкоджала поширенню довідника серед населення Галичини. Пізніше С.Фаліміт склав польською, на той час державною, мовою травник-лікувальник «О ziolach і о mocy ich» («Про трави та їхню дію», 1534). У першій частині книги подано ілюстрований опис понад 500 лікарських засобів, у другій — діагностика захворювань, їхня профілактика, способи лікування. У лікувальнику описані здебільшого трави, настоянки на них, рослинні олії.
Вивчення медицини і фармації на професійному рівні у Галичині розпочалося з створенням у Львові медичної школи — «Collegium medicum» (1661), а в подальшому, включно до 1918 p.,— на філософському факультеті Львівського університету в «Studium farmaceutyche». Як самостійна дисципліна фармакогнозія викладалася з 1855 р. при медико-хірургічному відділі університету. У 1897 p.. після створення кафедри фармакології, читався окремий курс фармакогнозії на медичному факультеті університету.
У 1920—1923 pp. курс морфології та систематики рослин для фармацевтів викладав Т. Ф. Вільчинський. З 1929 р. він керував курсом фармакогнозії і ботаніки при кафедрі фармакології. Відтоді Т. Ф. Вільчинський займався організацією навчального процесу, для чого придбав будинок і ділянки для вирощування лікарських рослин.
Лише у 1940 p.. після надання медичному факультету статусу інституту, була створена самостійна кафедра фармакогнозії з курсом ботаніки. Очолив її Т. Ф. Вільчинський. За роки керівництва (1929—1964) ним було зібрано унікальну колекцію лікарських рослин різних кліматичних зон. На той час вона займала площу 5,5 га і налічувала близько 1500 видів.
З 1964 по 1970 р. навчальну і наукову роботу кафедри очолив І. П. Карпусь, учень Т. Ф. Вільчинського. У навчальному процесі кафедри було започатковано хімічний аналіз лікарської рослинної сировини, увесь час поповнювалася колекція рослин в розсаднику, який став однією з найкращих баз навчальної практики з фармакогнозії. Традиції продовжує кафедра фармакогнозії Львівського державного медичного університету ім. Данила Галицького. Працівники кафедри на чолі з професором Л. Я. Ладною-Роговською, яка керувала з 1971 по 1996 p., почали систематичне вивчення флори західних областей України з метою створення лікарських засобів. Наукові дослідження і тепер проводяться у двох напрямках: ресурсознавство та фітохімія.
Історію фармакогнозії Лівобережної України доцільно розглядати разом з російською історією, коли Переяславська рада з'єднала Україну і Росію.
Запорізька Січ, яка була демократичним осередком серед засилля Російської імперії на території України, відрізнялася добре організованою системою медичної допомоги хворим та пораненим. Там діяли шпиталі з досвідченими костоправами, народними хірургами-цирульниками.
Досвід з фітотерапії мали козаки-пасічники. Ці люди були довгожителями. знали секрети застосування лікарських рослин, час їх збирання та особливості заготівлі.
Лікарські рослини були добре відомі українцям, про що розповідається в мемуарах іноземних послів, місіонерів, мандрівників, які побували в Україні у XVI—XVII ст. У середньовічній Україні спеціалістами з лікування були переважно ченці. Крім них лікуванням займалися народні цілителі, які використовували життєвий досвід й знання, одержані у спадщин}' від старих культур.
Визначним етапом у справі медичної допомоги можна вважати середину XVII ст. За часів царювання Олексія Михайловича був створений придворний заклад — Аптекарський приказ, який потім набув статусу державної організації з надання медичної допомоги царському двору та армії. У 1654 р. в Росії було організовано першу школу з підготовки лікарів та аптекарів. У 1673 р. у Москві створені «аптекарські городи», де вирощували лікарські рослини.
У 1717 р. Петро І видав указ про організацію у Петербурзі «аптекарського городу». Пізніше такий «город» був створений у Лубнах. У 1730 р. у лубенському аптечному саду вперше зібрали врожай вітчизняного ревеню, м'яти, беладонни, наперстянки, які на той час користувалися попитом у лікарів. Наприкінці XVIII ст. у лубенському ботанічному саду почали вирощувати цукровий буряк, з якого вперше в Росії отримали очищений спирт.
Великий вплив на розвиток фармакогнозії мало створення Петром І Академії наук (1724). Російські ботанічні експедиції сприяли вивченню вітчизняної флори. За матеріалами експедиції академіком П. С. Паласом (1741—1811) складено «Опис рослин Російської держави із зображеннями». І. І. Лепьохін (1740—1802) у своїх працях та наукових доповідях наполягав на необхідності створення фармакопеї на базі вітчизняної флори.
У 1783—1788 pp. було видано багатотомну працю Н. М. Максимовича-Амбодіка «Врачебное веществословие».
Професор Московського університету І.ОДвигубський створив атлас «Зображення рослин, переважно російських, що використовуються у ліках, та таких, які за зовнішнім виглядом схожі на них та часто за них приймаються, але лікарської сили не мають» (1828).
У 1798 р. у Петербурзі відкрилася Медико-хірургічна академія.
Кафедру «Materia medica», яка згодом стала називатися кафедрою фармації, очолив професор О. П. Нелюбін — автор посібника «Фармакогнозія, або Хіміко-лікарські прописи приготування та використання найновіших ліків» (1827).
Спадкоємець О. П. Нелюбіна академік Ю. К. Трапп (1814—1908), зважаючи на необхідність розробки методів визначення лікарської рослинної сировини, її доброякісності, виявлення домішок, виділив фармакогнозію у самостійну дисципліну та створив перший підручник.
Відомі праці професора фармації Московського університету В. О. Тихомирова «Курс фармакогнозії» (1885). «Посібник з вивчення фармакогнозії» (1888—1890), «Підручник фармакогнозії» (1900).
Довідник професора Юр'євського університету Г. Драгендорфа (1836—1898) «Лікарські рослини різних народів та часів. їх застосування, найважливіші хімічні речовини та історія» (1890) містить відомості про 12 000 видів лікарських рослин.
Великий внесок у розвиток фармакогнозії зробили учні Ю. К. Траппа: професор фармації Харківського університету О. Д. Чиріков. професори фармації Варшавського університету М. Ф. Ментін та Д. О. Давидов.
їх підручники відомі багатьом генераціям фармацевтів.
У 1919 р. було розпочато роботу з утворення фармацевтичної промисловості на вітчизняній сировині, вивчення сировинної бази, введення цінних видів рослин в культуру, а також з підготовки кваліфікованих фармацевтів. У 1921 р. Рада Народних Комісарів РРФСР видала декрет про збирання та культуру лікарських рослин. У 1930 р. в різних географічних зонах країни створені спеціалізовані дослідні станції з лікарських рослин (Бітца. Лубни, Могильов. Ольгино. Сухумі та ін.), які у 1931 р. були підпорядковані Всесоюзному науково-дослідному інституту лікарських та ароматичних рослин (ВІЛАР).